# Comuna Biskupija, Šibenik-Knin
Biskupija (sârbă Бискупија) este o comună în cantonul Šibenik-Knin, Croația, având o populație de 1.699 de locuitori (2011).

## Demografie
Componența etnică a comunei Biskupija
     Sârbi (85,46%)
     Croați (13,6%)
     Necunoscut (0,24%)
     Neclasificat (0,53%)
Componența confesională a comunei Biskupija
     Ortodocși (84,64%)
     Catolici (13,6%)
     Fără religie și atei (1%)
     Necunoscută (0,29%)
     Alte religii (0,47%)
Conform recensământului din 2011, comuna Biskupija avea 1.699 de locuitori. Din punct de vedere etnic, majoritatea locuitorilor (85,46%) erau sârbi, cu o minoritate de croați (13,6%). Apartenența etnică nu este cunoscută în cazul a 0,24% din locuitori. Din punct de vedere confesional, majoritatea locuitorilor (84,64%) erau ortodocși, existând și minorități de catolici (13,6%) și persoane fără religie și atei (1,0%). Pentru 0,29% din locuitori nu este cunoscută apartenența confesională.